# ریکو هیروسوه
ریکو هیروسوه (انگلیسی: Riku Hirosue؛ زادهٔ ۶ ژوئیهٔ ۱۹۹۸) بازیکن فوتبال اهل ژاپن است.
از باشگاه‌هایی که در آن بازی کرده‌است می‌توان به باشگاه فوتبال توکیو اشاره کرد.